# Watch Out! (Alexisonfire)
Watch Out! è il secondo album in studio del gruppo musicale screamo/post-hardcore canadese Alexisonfire, pubblicato il 29 giugno 2004.

## Tracce
1. Accidents – 4:09
2. Control – 3:43
3. It Was Fear of Myself That Made Me Odd – 3:55
4. Side Walk When She Walks – 4:22
5. Hey, It's Your Funeral Mama – 4:22
6. No Transitory – 3:16
7. Sharks and Danger – 4:39
8. That Girl Possessed – 3:26
9. White Devil – 3:35
10. Get Fighted – 3:05
11. Happiness By the Kilowatt – 5:12
12. Sharks and Danger (Extended Version; traccia bonus)

## Formazione
- George Pettit – voce
- Dallas Green – voce, chitarra e tastiere
- Wade MacNeil – chitarra e voce
- Chris Steele – basso
- Jesse Ingelevics – batteria e percussioni
- Julius 'Juice' Butty - produzione, ingegneria del suono, missaggio
- Brett Zilahi - masterizzazione
- Justin Winstanley - Art concept e illustrazioni